# Луи Жозеф Гей-Люсак
Жозеф-Луи Гей-Люсак (на френски: Joseph Louis Gay-Lussac) (1778 – 1850) е френски химик и физик – член на Френската академия на науките – 1806 г., професор – 1832 г. Открил законите за зависимостта на обема и (или) налягането на идеален газ от температурата през 1802 г. и за обемните отношения при реакциите между газовете – 1805 – 1808 г. Допринесъл за изучаване на халогенните, фосфорните киселини, алкалните метали и др. Основател на обемния анализ. Открил цианогена през 1815 г. Изследванията му върху водно-алкохолните разтвори са основата за използвания в днешно време градус на алкохолните напитки. Открил бора (B) и силиция (Si).
Закони на Гей-Люсак:
- за топлинното разширение на газовете през 1802 г. – изменението на обема на даден газ при постоянно налягане е право пропорционално на изменението на температурата:

Vt = V0(1+apt);
Vt е обемът на газа при t0;
V0 – обемът при 00C;
ap – коефициента на топлинното разширение на газа при постоянно налягане.
Важи строго за идеалните газове.
- за обемните отношения – 1805 – 1808 г.: при постоянна температура и налягане обемите на газовете, встъпващи в реакция, се отнасят помежду си и към обема на получения газ като малки цели числа.